# José María Cantú
José María Cantú fue el gobernador interino del estado mexicano Coahuila y Texas en 1835 y alcalde de Monclova en 1839.

## Biografía
Cantú era un residente de Monclova, capital de Coahuila y Texas. En 1835 fue nombrado gobernador interino de ese estado por el congreso local. Él asumió el cargo el 12 de marzo de ese año. Sin embargo, solo mantuvo su gobernación hasta el 24 del mismo mes ya que firmó un decreto que permitía al Ejecutivo del Estado la venta de grandes porciones de tierra. El objetivo de la venta era la obtención del capital necesario para solucionar la escasez económica en la que, por aquel entonces, se encontraban los fondos públicos.
Cantú, sin embargo, tuvo que enfrentarse al rechazo del comandante general de los Estados Internos de Oriente, Martín Perfecto de Cos, a su decisión, por lo que este no permitió que el decreto se llevara a cabo. Así, Cantú abandonó su cargo de gobernador, siendo reemplazado por Ramón Muzquiz. Varios años después, en 1839, sirvió como alcalde de su natal Monclova.